# IC 3457
IC 3457 — галактика типу E3 () у сузір'ї Діва.
Цей об'єкт міститься в оригінальній редакції індексного каталогу.